# Клинское (Навлинский район)
Клинское — село в Навлинском районе Брянской области, в составе Соколовского сельского поселения. 
 Расположено в 5 км к северу от села Соколово. Население — 90 человек (2010).

## История
Упоминается с XVII века как сельцо в составе Самовской волости Карачевского уезда. Бывшее владение Бутурлиных, Масловых, Дунаевых (паны Дунаевские-Задунайские), Паниных, Пашковых, Страховых и других помещиков. Приход церкви Дмитрия Солунского упоминается с начала XVIII века (не сохранилась). До 1924 года входило в Карачевский уезд (с 1861 года — в составе Соколовской волости, с 1890 в Бутерской волости). В 1883 году открылась церковно-приходская школа.
В 1924—1929 — в Навлинской волости Бежицкого уезда; с 1929 в Навлинском районе. До 1954 года — центр Клинского сельсовета.
| Годы      | 1866 | 1878 | 1887 | 1897 | 1926 | 1979 | 1989 | 2002 | 2010 |
| --------- | ---- | ---- | ---- | ---- | ---- | ---- | ---- | ---- | ---- |
| Население | 647  | 622  | 878  | 935  | 1340 | 327  | 158  | 134  | 90   |